# Bavosa de banda negra
La bavosa de banda negra (Parablennius rouxi) és una espècie de peix de la família dels blènnids i de l'ordre dels perciformes.

## Morfologia
Els mascles poden assolir els 8 cm de longitud total.

## Distribució geogràfica
Es troba a Portugal i al nord de la mar Mediterrània.